# Georg Thieme
Georg Thieme (* 2. Juli 1860 in Leipzig; † 26. Dezember 1925 ebenda) war ein deutscher Verleger, der vor allem wissenschaftliche Literatur herausgab. Er war 1886 der Gründer des Leipziger Georg Thieme Verlags, aus dem die heute in Stuttgart ansässige Thieme Gruppe hervorging. 

## Leben

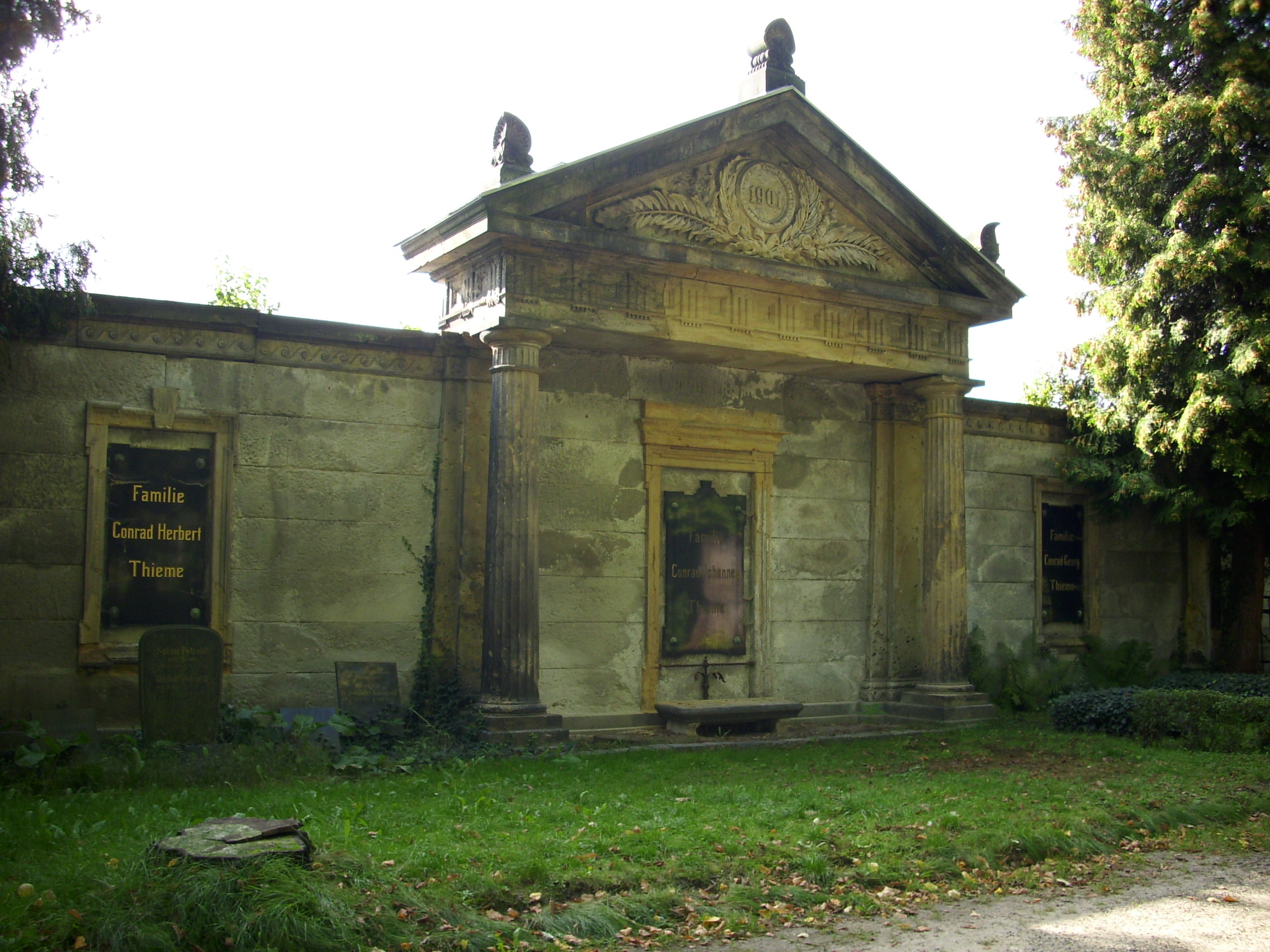
Grabstätte der Familie Thieme auf dem Leipziger Südfriedhof

Der Sohn des Leipziger Unternehmers und Kunstsammlers Alfred Thieme (1830–1906) und ältere Bruder des Kunsthistorikers Ulrich Thieme (1865–1922) erlernte den Beruf des Verlagsbuchhändlers. Er arbeitete danach einige Jahre im Buchhandel in Leipzig, London, Brüssel und Heidelberg, ehe er 1886 den Verlag von Theodor Fischer in Kassel erwarb und seinen eigenen Verlag gründete. Das Kapital dafür stammte aus dem väterlichen Vermögen.
Der im Jahr 1887 erfolgte Kauf der 1875 von Paul Albrecht Börner gegründeten und vor allem an Ärzte gerichtete Deutschen Medizinischen Wochenschrift erweiterte das Unternehmen und leitete Thiemes Konzentration auf wissenschaftliche Literatur ein. Die Deutsche Medizinische Wochenschrift gelangte unter Thieme zu Weltruhm, vor allem nach Veröffentlichungen renommierter Wissenschaftler wie Robert Koch, Emil von Behring oder Richard Pfeiffer. Mit der Übernahme der Internationalen Monatsschrift für Anatomie und Physiologie gelang es Thieme, seinen Mitarbeiterkreis über Deutschland hinaus zu erweitern. Er gründete 1898 die Zeitschrift für physikalische Therapie, kaufte Verlage auf und gab weitere medizinische Fachblätter und Fachbücher heraus. 
Georg Thieme wurde 1924 für seine Verdienste mit der Ehrendoktorwürde der Medizinischen Fakultät der Universität Leipzig ausgezeichnet. Er starb am 26. Dezember 1925, sein Grab befindet sich auf dem Leipziger Südfriedhof.

## Publikationen des Verlages (Auswahl)
- Deutsche Medizinische Wochenschrift (seit 1887)
- Internationale Monatsschrift für Anatomie und Physiologie
- Zeitschrift für physikalische Therapie (seit 1898)
- Zeitschrift für Urologie
- Deutsche Zahnheilkunde (4 Bände, seit 1914)
- Handbuch für Balneologie, medizinische Klimatologie und Balneographie
- Diagnostische und therapeutische Irrtümer und deren Verhütung